# 3 caminos
3 caminos (también conocida como Tres caminos) es una serie española de televisión web de drama al estilo coming-of-age, creada y escrita por Alberto Macías, Juan Ramón Ruiz de Somavia y Carlos Molinero sobre idea original de Mauricio Romero y Olga Salvador para Amazon Prime Video. Fue producida por Ficción Producciones junto a la TVG y la Junta de Galicia, así como las empresas portuguesas RTP y Cinemate, y la alemana Beta Film, entre otras coproductoras de Corea del Sur, Italia y México. Está protagonizada por Álex González, Verónica Echegui, Anna Schimrigk, Andrea Bosca, Alberto Jo Lee y Cecilia Suárez. Se estrenó el 22 de enero de 2021 en Amazon Prime Video en todo el mundo, menos en Corea del Sur, Italia, Alemania y México, países en los que llegará a través de otros canales.

## Trama
La serie se enfoca en las aventuras de cinco amigos - Jana (Anna Schimrigk), Luca (Andrea Bosca), Roberto (Alex Gonzalez), Yoon Soo (Alberto Jo Lee) y Raquel (Verónica Echegui) - que recorren el Camino de Santiago tres veces en tres diferentes años de su vida: 2000, 2006 y 2021. Cada uno de los viajes tendrá un énfasis importante en cómo cada uno de los cinco amigos ha ido cambiando, de una forma o de otra, con el paso de los años.

## Reparto

### Elenco principal
- Alex Gonzalez como Roberto
- Verónica Echegui como Raquel
- Anna Schimrigk como Jana
- Andrea Bosca como Luca
- Alberto Jo Lee como Yoon Soo
- Cecilia Suárez como Úrsula (Episodio 4; Episodio 6 - Episodio 8)

### Elenco secundario
- Lucia Saavedra como Agnes (Episodio 1)
- Samantha López Speranza como Clara (Episodio 2)
- Daniel Garaboa como Juan Luis (Episodio 2)
- João Reis como Luís (Episodio 3 - Episodio 5)
- Fanny Gautier como Sofía (Episodio 3)
- Claudia Basallo como Julia (Episodio 4; Episodio 6)
- Milo Taboada como Raúl (Episodio 4)
- Iván Renedo como Hugo (Episodio 4)
- Iolanda Muíños como Benigna (Episodio 4)
- Isabel Blanco como Carmen (Episodio 4)
- Jaime Wang como Iván (Episodio 6 - Episodio 8)
- Xóan Fórneas Xóan Fórneas como Mario (Episodio 6 - Episodio 8)
- Rocío Casal como Nuria (Episodio 6 - Episodio 8)
- Maria João Falcão como Maria (Episodio 6 - Episodio 7)
- Frank Feys como Max (Episodio 6 - Episodio 7)
- Serafín Zubiri como Álvaro (Episodio 6 - Episodio 7)
- Alex Sorian Brown como Manuel (Episodio 7)

Con la colaboración especial de
- Luis Zahera como Don Amaro (Episodio 2; Episodio 8)
- María Pujalte como Madre Clara (Episodio 2)
- Nerea Barros como Antía (Episodio 5)

## Episodios
| N.º | Título       | Dirigido por         | Escrito por                                                  | Fecha de lanzamiento original |
| --- | ------------ | -------------------- | ------------------------------------------------------------ | ----------------------------- |
| 1 | «Capítulo 1» | Norberto López Amado | Carlos Molinero, Juan Ramón Ruiz de Somavía y Alberto Macías | 22 de enero de 2021           |
| En 2000, una alemana, Jana, comienza a realizar el Camino de Santiago a petición de su hermana, Leni. En otra parte del camino, un surcoreano, Yoon Soo, y una española, Raquel, se conocen en un puente y se separan después de una interacción amistosa, para eventualmente reencontrarse en una iglesia y decidir continuar su camino juntos. Mientras tanto, un mexicano, Roberto, y un italiano, Luca, quienes también recorren el camino, también se conocen en un bar y hacen buenas migas. Los cinco, con el tiempo, se encuentran juntos en un río y deciden proseguir su camino juntos, cada uno con su propio dilema, mientras recuerdan breves momentos del pasado que les llevaron a recorrer el camino. En especial Jana, quien no ha recibido respuesta a ninguno de los telegramas que había enviado a Leni desde que empezó a recorrer el camino. Al lado de un río, a Jana se le cae su libro al agua y se lanza para recuperarlo, arriesgando su vida en el proceso, pero es salvada en el último instante por los otros. Sin embargo, el incidente hace que Roberto crea que Jana no está lista para recorrer el Camino, por lo que ella coge un autobús para volver a Alemania. Dicho autobús es parado por Raquel en el último instante, quien le explica que les acaba de llegar un telegrama de Leni, revelando que sí los ha recibido. Contenta de que aún sigue en contacto con su hermana, Jana decide volver al grupo y continuar con el Camino. |              |                      |                                                              |                               |
| 2 | «Capítulo 2» | Iñaki Mercero        | Juan Ramón Ruiz de Somavía                                   | 22 de enero de 2021           |
| El grupo llega hasta Galicia, la tierra natal de Raquel. Al hacer parada en un pueblo, Roberto encuentra en una iglesia una foto de Clara, una médica española a la que intentó salvar en México un año antes mientras trabajaba de bombero, pero fracasó. Mientras, Yoon Soo pierde su Compostelana, la cual necesitaba con urgencia para su padre. Roberto comunica a los demás que en realidad su objetivo no era recorrer el Camino de Santiago, sino encontrar el pueblo de Clara para cerrar sus heridas del pasado, y se despide del grupo. Al visitar a los padres de Clara para hablar con ellos sobre el accidente, la madre, quien simpatiza con él, le convence de terminar lo que empezó y seguir con el Camino. Mientras tanto, los otros se acomodan en Samos, el pueblo de Raquel, en donde conocen a sus amigas. Raquel le devuelve a Yoon Soo su Compostelana, habiéndola encontrado antes de irse del primer pueblo. Roberto se reencuentra con el resto del grupo. Al día siguiente, el grupo, junto con las amigas de Raquel, continúa con su viaje y llegan hasta Sarria, donde Raquel y Yoon Soo deciden casarse justo en ese momento a pesar de haberse conocido solamente por un mes. El grupo, ya sin las amigas de Raquel, por fin llega a Santiago de Compostela, y Raquel les comunica a sus padres sobre su decisión de dejar a su anterior prometido, José Luis, para estar con Yoon Soo, pillándoles por sorpresa. Al mismo tiempo, Jana recibe un nuevo telegrama que le informa de que Leni ha fallecido, dejándola devastada. El padre de Raquel les presta a ella y a Yoon Soo el coche, quienes lo usan para llevar al grupo a una playa, donde celebran el final de su viaje con un baño.                                                      |              |                      |                                                              |                               |
| 3 | «Capítulo 3» | Norberto López Amado | Alberto Macías                                               | 22 de enero de 2021           |
| En 2006, seis años después del primer Camino, los cinco amigos se reúnen, a petición de Roberto, para hacer un segundo Camino. En estos seis años, un montón de cosas han cambiado. Raquel y Yoon Soo han proseguido con su carrera musical, Roberto ha continuado con su carrera de bombero, Jana ha abandonado su personalidad anarquista, y Luca se ha hecho rico. Acompañándole a Luca está su novia, Sofie, quien desde un principio se niega a recorrer el Camino. Sofie abandona al primer día, creyendo que Luca está en el Camino para algo más que para volver a ver a cuatro personas con las que no se ha visto por seis años. El grupo prosigue su camino y llega a Logroño, donde Luca hace un nuevo amigo, Luis. Las chicas se alejan del grupo y Raquel y Yoon Soo les desvelan al resto del grupo que su relación se ha ido deteriorando: la discográfica a la que fueron quedó maravilla con Yoon Soo, pero no con Raquel, y querían que Yoon Soo trabajase con otra cantante; a pesar de las protestas de Yoon Soo, Raquel le convenció de que firmase de todas formas, y desde entonces, Raquel se ha vuelto cada vez más distante de Yoon Soo. Al parar a otro pueblo, Luca y Yoon Soo dejan atrás al grupo y se dirigen a Burgos, planeando abandonar el Camino: Yoon Soo planea cancelar su contrato con la discográfica por Raquel, mientras que Luca quiere volver con Sofie al darse cuenta de que el grupo ya no es lo que era. Después de perder el taxi, Luca continúa su camino a Burgos, y termina desmayándose en medio del bosque. |              |                      |                                                              |                               |
| 4 | «Capítulo 4» | Norberto López Amado | Carlos Molinero y Alberto Macías                             | 22 de enero de 2021           |
| Luis encuentra a Luca en medio del bosque y se lo lleva a su casa, donde Luca aprende que el dinero no siempre da la felicidad. De vuelta en Burgos, Jana se lleva a Raquel a una discoteca para que esta última desconecte, pero, una vez allí, coinciden con Yoon Soo. Éste debe interpretar la canción que él compuso para Raquel en su momento junto con la nueva cantante que le forzó la discoteca, y durante la actuación, Raquel queda maravillada y se da cuenta de que la rechazaron porque no canta tan bien como ella creía. Ella y Yoon Soo se reconcilian oficialmente y Raquel le revela que van a ser padres. Al irse de Burgos, Luca se reúne con ellos y el grupo prosigue su camino, mientras Yoon Soo se ve atormentado por flashbacks de un compañero que le hacía bullying en clase de piano. Durante un juego amistoso entre los demás, Yoon Soo se hace una herida en la mano por un accidente con Raquel, y Yoon Soo se les adelanta al médico, con Luca acompañándole contra su voluntad. Después de su negativa a ir al médico, Jana confiesa a Raquel que no puede ir sin que la reconozcan, debido a su involucración en una infiltración en una central nuclear francesa. Al llegar al pueblo, Luca sospecha que Yoon Soo no está allí solo por su herida y descubre que él ha estado engañando a Raquel con otro hombre, Raúl. Después de tener sexo con él, Yoon Soo, carcomido por la culpa, hace frente a Raúl, quien se va del lugar y se despide de Yoon Soo con un beso, diciéndole que debe contarle la verdad a Raquel. |              |                      |                                                              |                               |
| 5 | «Capítulo 5» | Norberto López Amado | Carlos Molinero                                              | 22 de enero de 2021           |
| Durante una noche en una nueva parada, Luca descubre que Roberto sufre de ELA, lo cual explica por qué siempre se ha cansado durante el Camino, y éste le hace prometer que no se lo contará a los otros. El grupo continúa con su viaje, donde Raquel les anuncia al grupo que ha cancelado sus reservaciones en casas en la siguiente paradas a favor de una suite con algo más de elegancia. En la suite, sin embargo, Raquel empieza a sospechas que algo pasa con Yoon Soo y este confiesa a Raquel que le ha estado engañando con Raúl por seis meses. Esto marca la gota final de su ya de por sí deteriorada relación con Raquel, quien, con el corazón roto, decide abandonar el Camino y a Yoon Soo definitivamente. Roberto convence al resto del grupo seguir el Camino sin ella. En su nueva parada, Luca se reencuentra con Luis, mientras que Jana resiente a Yoon Soo por la revelación de su engaño a Raquel. Cuando el grupo descansa en un bar, Jana es asaltada por tres violadores y los otros se enzarzan en una pelea con ellos para intentar defenderla, causando que todos ellos sean arrestados. Jana es identificada como una de las que se colaron en una central nuclear francesa y es extraditada a Francia, causando que también tenga que abandonar el Camino. Jana les dice a los demás que terminen el Camino por ella. Roberto, Luca y Yoon Soo llegan al océano que marca el final del Camino y lo celebran con un baño en la playa, a pesar de todas las complicaciones y de haber perdido por el camino a dos miembros del grupo. |              |                      |                                                              |                               |
| 6 | «Capítulo 6» | Iñaki Mercero        | Carlos Molinero                                              | 22 de enero de 2021           |
| En 2021, quince años después del agridulce final del último viaje, el grupo se reencuentra una vez más, esta vez gracias a Luca en una conferencia sobre un libro que ha publicado acerca el Camino. El grupo decide emprender el Camino una tercera y última vez, con la gran ausencia de Roberto, que murió tras varios años enfermo de ELA, enfermedad que empezó a tener durante el camino del año 2006. Por ello, se une al grupo su mujer viuda, Úrsula, quien se une a dicho grupo como representante de su difunto esposo. Aparte, se les añadirá al grupo Iván, el hijo de Raquel, a quien ella crio sin Yoon Soo después de separarse. A menudo y a partir de entonces, se les aparecerá la figura de Roberto, el cual supuso un gran apoyo para el grupo en los anteriores caminos y para su mujer viuda, a la que le da las gracias en una aparición que él hace en una iglesia en la que para el grupo. Durante el Camino, el coche de apoyo que llevaban se les había acabado la gasolina y ayudan a remolcarlo. Una vez llegan a la gasolinera, Raquel es llamada para ser la cantante sustituta de una banda y abandona el Camino, dejando a Iván a cargo de Yoon Soo y los otros. Mientras, Yoon Soo intenta conectar con Iván al ser éste su hijo, pero su personalidad rebelde no le hace las cosas fácil, mientras Raquel, fuera de los conciertos, se frustra por cómo Iván está creciendo. Después de una discusión entre Iván y Yoon Soo en un bar, durante otra parada, Iván pierde su paciencia con los otros y decide escaparse con su novia en el coche de apoyo del grupo, quien desesperadamente intentan encontrarle. Después de una de sus actuaciones, Raquel recibe la llamada de Yoon Soo, quien le informa preocupado de la desaparición de Iván. |              |                      |                                                              |                               |
| 7 | «Capítulo 7» | Norberto López Amado | Juan Ramón Ruiz de Somavía                                   | 22 de enero de 2021           |
| Raquel corre alarmada al pueblo después de ser informada de la desaparición de Iván, y va a la Guardia Civil para volver a reportar su desaparición. Prosiguiendo con su búsqueda, Yoon Soo y Luca descubren que Iván se ha llevado la furgoneta de este último a pesar de ser menor de edad, y se dan cuenta de que tienen que encontrarlo antes que la Guardia Civil. Gracias a un rastreador, Raquel y Yoon Soo logran encontrar la furgoneta y descubren que Iván y su novia han tenido un accidente con la furgoneta, pero han escapado milagrosamente. Yoon Soo asume toda la culpa del accidente para que Iván no sea arrestado por conducir siendo menor de edad. Después del accidente, Iván decide que quiere continuar el Camino con Yoon Soo y Raquel le inspira a seguir intentando reconectar con él anes de irse para resumir sus labores de cantante. El grupo deja a los peregrinos del otro grupo de Luca en el autobús, habiendo decidido volver a casa. En otra parada, Jana se reencuentra con su viejo amante, Max, quien le propone de forma repentina casarse con él, pero ésta le rechaza. Max considera su relación con Jana insalvable. Después, Jana se encuentra con Luca en un bar, quien le inspira a seguir mejorando como persona y dejando atrás sus adicciones, y los dos se abrazan. |              |                      |                                                              |                               |
| 8 | «Capítulo 8» | Norberto López Amado | Juan Ramón Ruiz de Somavía                                   | 22 de enero de 2021           |
| El grupo llega hasta Galicia, y al ser la tierra de Raquel, lo celebran mandándole una foto. Yoon Soo le cuenta a Iván la historia de su boda con Raquel en 2000, lo cual provoca memorias de Roberto, quien contribuyó a la boda, en todos, sobre todo en Úrsula. Una vez en Galicia, el grupo asiste a una actuación por parte de Raquel y su banda, la cual incluye una canción dedicada al grupo, en especial a Yoon Soo, Iván y Roberto. Después de la actuación, los recuerdos de Úrsula con Roberto son cada vez más fuertes. El grupo por fin llega a Santiago de Compostela, acercándose al final del Camino. Luca le ofrece a Jana quedarse en su casa hasta que prosigan con el final del camino. Ese día, ambos oficializan su relación y Jana decide comprar el piso de Luca, que estaba puesto a la venta por 3.000 euros. El grupo, una vez más, por fin llega al océano y al final del Camino, celebrando todos sus logros en sus tres Caminos con un chapuzón más. |              |                      |                                                              |                               |

## Recepción
3 caminos ha recibido críticas positivas por parte de los críticos, con la mayoría de los elogios yendo hacia su realismo y sus personajes. Sergio Navarro de FormulaTV habló positivamente de los personajes de la serie y de su evolución, así como de su ritmo moderado, citando que el espectador "se convierte en uno más de la pandilla" y comparándola de forma favorable con la trilogía Antes del de Richard Linklater; también recomendó a los espectadores verla en VO, debido a los muchos idiomas que aparecen en la serie. Raquel Hernández Luján de HobbyConsolas le dio a la serie un 90 de 100, elogiando el realismo de la misma y su evolución con cada salto de año, así como su reparto (en especial a Andrea Bosca, Álex González, Anna Schimrigk y Joao Reis), pero criticó lo forzado de algunas interpretaciones. José A. Cano de Cine con Ñ fue mucho más crítico con la serie, elogiando todos sus aspectos técnicos pero criticando todo lo que engloba su contenido, incluyendo su prioridad al patrocinio y a la publicidad por emplazamiento por encima de desarrollar a los personajes o sus historias, así como su manejo de las representaciones. Vicky Carras de Moviementarios elogió el balance del tono optimista de la serie con sus momentos tristes, así como la fotografía y las actuaciones (sobre todo de Anna Schimrigk); al igual que Navarro, también pidió a los espectadores verla en VOSE por el multilingüismo social de la serie.
Judith Torquemada de Mew Magazine le dio a la serie un 6.5 de 10 y una crítica algo más mixta: aunque en líneas generales elogió el guion y los personajes, citó que el exceso de carga dramática en los últimos capítulos pierde el equilibrio entre la calma y el drama logrado en los primeros capítulos y que es esto llegó a afectar a la serie. Miquel Unzué de TVienes citó el aumento de interés de la serie con el paso de los capítulos, así como su reflejo de la diversidad cultural del Camino de Santiago, pero acusó al primer capítulo de ser "demasiado reposado" y de mostrar el pasado de los personajes en "dosis muy pequeñas e insuficientes", haciendo énfasis en que el interés empieza a crecer a partir del segundo capítulo. Fernando Gálligo Estévez de Cinemagavia, elogió, una vez más, las interpretaciones y el guion, haciendo especial énfasis en las reflexiones sobre el Camino de Santiago que se crean mientras se ve la serie.
Marta G. Diezma de La Galería del Blu-Ray elogió una vez más el realismo y el reparto de la serie y escribió de su guion que "le cuesta despegar, pero lo consigue", y cito los paisajes del Camino de Santiago como "el momento estrella" de la serie Beatriz Pereira de Seriéfilos Frustrados elogió, una vez más, el reparto y las interpretaciones, así como su sensación de evolución, escribiendo que, llegados a los capítulos finales, "parece que [el espectador ha] recorrido con ellos esos 20 años" y que el primer capítulo "queda ya lejísimos".